# Robin Widdows
Robin Widdows (n. 27 mai 1942, Oxfordshire, Anglia, Regatul Unit) este un fost pilot englez de Formula 1 care a evoluat în Campionatul Mondial în sezonul 1968.
În plus, el s-a dedicat bobului. A participat la Jocurile Olimpice de iarnă din 1964 și 1968